# Macapta psectrocera
Macapta psectrocera là một loài bướm đêm trong họ Noctuidae.